# Equipa da Superleague Fórmula Team Turkey - Galatasaray Spor Kulübü
A Equipa da Superleague Fórmula Team Turkey - Galatasaray S.K. é uma equipa da Superleague Fórmula que representa o clube turco Galatasaray SK e, desde 2011, também a Turquia, naquele campeonato. A equipa foi operada pela Scuderia Playteam em 2008, e em 2009 teve como equipa de corridas a Ultimate Motorsport, que foi renomeada mais tarde de Reid Motorsport. Para a 3ª temporada, 2010, teve como pilotos Tristan Gommendy, Andy Soucek, Giacomo Ricci e Chris van der Drift, e como equipa de automobilismo teve a Barazi Epsilon, que foi substituída pela GU-Racing International, primeiro, e pela Drivex, mais tarde. Em 2011, a equipa de automobilismo é a EmiliodeVillota Motorsport e Andy Soucek regressa como piloto.
Quanto ao clube de futebol, este participa na Süper Lig, principal campeonato de futebol na Turquia.

## Temporada de 2008
Na Temporada da Superleague Fórmula de 2008, o Galatasaray acabou no 8º lugar final. Alessandro Pier Guidi pilotou o carro em todas as rondas. A melhor classificação em corrida do Galatasaray foi o 3º lugar, repetido 3 vezes.

## Temporada de 2009
Para a Temporada da Superleague Fórmula de 2009, o piloto foi, nas duas primeiras rondas, Duncan Tappy, e a equipa de automobilismo foi a Ultimate Motorsport. Na 3ª ronda, o piloto foi Scott Mansell. A partir da 4ª ronda, a equipa de automobilismo foi a Reid Motorsport e o piloto Ho-Pin Tung. A equipa terminou no 11º posto final.

## Temporada de 2010
Em 2010, o Galatasaray S.K. contou com quatro pilotos ao longo da época: o francês Tristan Gommendy, o espanhol Andy Soucek, o italiano Giacomo Ricci e o neozelandês Chris van der Drift. Até à 8ª ronda, a equipa de automobilismo foi a Barazi Epsilon, sendo substituída pela GU-Racing International, que por seu turno foi substituída pela Drivex na última ronda.

## Temporada de 2011
Para 2011, a Team Turkey - Galatasaray S.K. conta com o regressado Andy Soucek como piloto e tem como equipa de automobilismo a EmiliodeVillota Motorsport.

## Registo
(Legenda)

### 2008
| Equipa de Automobilismo | Pilotos | 1   | 1   | 2   | 2   | 3   | 3   | 4   | 4   | 5   | 5   | 6   | 6   | Pontos | Class. |
| Equipa de Automobilismo | Pilotos | DON | DON | NÜR | NÜR | ZOL | ZOL | EST | EST | VAL | VAL | JER | JER | Pontos | Class. |
| ----------------------- | ------- | --- | --- | --- | --- | --- | --- | --- | --- | --- | --- | --- | --- | ------ | ------ |
| Scuderia Playteam       |         |     |     |     |     |     |     |     |     |     |     |     |     |        |        |
| Alessandro Pier Guidi   | 13      | 13  | 3   | 7   | 14  | 12  | 7   | 3   | 3   | 11  | 18  | 4   | 277 | 8º     |        |

### 2009
| Equipa de Automobilismo             | Pilotos       | 1   | 1   | 2   | 2   | 3   | 3   | 4   | 4   | 5   | 5   | 6   | 6   | Pontos | Class. |
| Equipa de Automobilismo             | Pilotos       | MAG | MAG | ZOL | ZOL | DON | DON | EST | EST | MOZ | MOZ | JAR | JAR | Pontos | Class. |
| ----------------------------------- | ------------- | --- | --- | --- | --- | --- | --- | --- | --- | --- | --- | --- | --- | ------ | ------ |
| Reid Motorsport Ultimate Motorsport | Duncan Tappy  | 5   | 11  | 9   | 16  |     |     |     |     |     |     |     |     | 239    | 11º    |
| Reid Motorsport Ultimate Motorsport | Scott Mansell |     |     |     |     | 13  | 12  |     |     |     |     |     |     | 239    | 11º    |
| Reid Motorsport Ultimate Motorsport | Ho-Pin Tung   |     |     |     |     |     |     | 17  | 7   | 8   | 7   | 16  | 1   | 239    | 11º    |

### 2010
| Barazi Epsilon          | Tristan Gommendy    | 14 | 14 | 8 | 8 | 14 | 9 | 13 | 14 | 9 | 3 | 14 | 3 | 8 | 17 | 9 | 13 |   |   |    |    |    |    |    |   | 358 | 13º |
| GU-Racing International | Andy Soucel         |    |    |   |   |    |   |    |    |   |   |    |   |   |    |   |    | 9 | 5 |    |    |    |    |    |   | 358 | 13º |
| GU-Racing International | Giacomo Ricci       |    |    |   |   |    |   |    |    |   |   |    |   |   |    |   |    |   |   | 13 | NP | 12 | 12 |    |   | 358 | 13º |
| Drivex                  | Chris van der Drift |    |    |   |   |    |   |    |    |   |   |    |   |   |    |   |    |   |   |    |    |    |    | 17 | 7 | 358 | 13º |

 † Ronda extra-campeonato

### 2011
| Equipa de Automobilismo    | Pilotos     | 1   | 1   | 2   | 2   | 3   | 3   | 4          | 4          | 5   | 5   | 6   | 6   | 7   | 7   | 8                 | 8                 | Pontos | Class. |
| Equipa de Automobilismo    | Pilotos     | ASS | ASS | ZOL | ZOL | GOI | GOI | TBA Brasil | TBA Brasil | PEQ | PEQ | SHA | SHA | SEU | SEU | TBA Nova Zelândia | TBA Nova Zelândia | Pontos | Class. |
| -------------------------- | ----------- | --- | --- | --- | --- | --- | --- | ---------- | ---------- | --- | --- | --- | --- | --- | --- | ----------------- | ----------------- | ------ | ------ |
| EmiliodeVillota Motorsport | Andy Soucek | 13  | 7   |     |     |     |     |            |            |     |     |     |     |     |     |                   |                   | 38*    | 10º*   |

Nota - *: Temporada em curso

#### Resultados em Super Final
| Ano  | 1      | 2       | 3      | 4          | 5       | 6     | 7      | 8                 | 9      | 10     | 11    | 12     |
| 2009 | MAG NQ | ZOL N/A | DON NQ | EST NQ     | MOZ N/A | JAR 4 |        |                   |        |        |       |        |
| 2010 | SIL NQ | ASS NQ  | MAG NQ | JAR NQ     | NÜR 5   | ZOL 4 | BDH NQ | ADR NQ            | POR NQ | ORD NQ | PEQ † | LOS NQ |
| 2011 | ASS NQ | ZOL     | GOI    | TBA Brasil | PEQ     | SHA   | SEU    | TBA Nova Zelândia |        |        |       |        |

 † 3ª corrida programada mas não disputada